# Kelis Peduzine
Kelis Johana Peduzine Vargas (* 21. April 1983) ist eine ehemalige kolumbianische Fußballspielerin.

## Karriere
Sie nahm mit der kolumbianischen A-Nationalmannschaft an der Weltmeisterschaft 2011 teil und kam hier in jedem der Gruppenspiele der Mannschaft zum Einsatz. Danach war sie auch im Kader beim Olympiaturnier 2012, wo sie mit ihrem Team aber erneut Gruppenletzter wurde.